# Rupert Zechtl
Rupert Zechtl (* 31. März 1915 in Oberlimbach; † 23. Mai 2005 in Innsbruck) war ein österreichischer Politiker (SPÖ) und Lokomotivführer. Er war von 1945 bis 1960 Abgeordneter zum Österreichischen Nationalrat und von 1960 bis 1975 Landesrat in der Tiroler Landesregierung.

## Leben
Zechtl besuchte nach der Volksschule eine Bürgerschule und danach die Fachschule für Maschinenschlosserei in Innsbruck. Er erlernte den Beruf des Maschinenschlossers und arbeitete in der Folge als Lokschlosser und Lokomotivführer. Auf Grund seines politischen Engagements wurde er zwischen 1933 und 1937 mehrmals inhaftiert sowie 1937 ein Hochverratsverfahren gegen ihn eingeleitet. Dieses wurde jedoch eingestellt. Zechtl vertrat die SPÖ zwischen dem 19. Dezember 1945 und dem 24. Juni 1960 im Nationalrat und war danach vom 28. Juni 1960 bis zum 1. Juli 1975 Landesrat in der Tiroler Landesregierung.

## Auszeichnungen
- 1956: Großes Ehrenzeichen für Verdienste um die Republik Österreich[1]